# Henderson (Nevada)
Henderson  è una città degli Stati Uniti d'America, situata nella contea di Clark, nello Stato del Nevada. Appartiene all'area metropolitana di Las Vegas, dal centro della quale dista circa 26 chilometri. Henderson occupa la porzione sudorientale della Las Vegas Valley. Conta 317.610 abitanti, mentre nel 2015 la popolazione era stimata in 285.667 abitanti. Nel 2005, al censimento era 272.063.
Nel 2011, il periodico Forbes ha individuato in Henderson una delle città più sicure degli Stati Uniti, mentre Bloomber Businessweek l'ha scelta come una delle città più vivibili della nazione.

## Storia
La cittadina di Henderson si è sviluppata durante la seconda guerra mondiale con la costruzione di un impianto per lo stoccaggio e la lavorazione del magnesio. Grazie a questo, la città divenne sempre più importante per esigenze belliche: un quarto di tutto il magnesio usato dalle forze armate statunitensi proveniva da Henderson. La città, si diceva al tempo, era "nata per la difesa dell'America" (born in America's defense), riferendosi all'importanza del magnesio lì situato durante la guerra.
Tuttavia, al termine della guerra il futuro della città divenne incerto, dato che il magnesio non era più necessario: molti abbandonarono la cittadina avendo perso il posto di lavoro nel suddetto impianto, che fu messo in vendita. Dopo un periodo di incertezze, nel 1947 l'allora governatore del Nevada Vail Pittman firmò un decreto che affidò alla Colorado River Commission of Nevada il compito di acquistare l'impianto di magnesio.
Col tempo la città si espanse sempre di più e nel 1953 fu incorporata. In quell'anno contava una popolazione di appena 7.410 abitanti e una estensione di circa 34 chilometri quadrati.
La sorte di Henderson cambiò nel 1988, quando un impianto della Pacific Engineering and Production Company of Nevada (PEPCON) andò a fuoco, con differenti esplosioni ed emissioni di fumi tossici. In totale due persone morirono e 372 furono ferite. Questo disastro portò Henderson a lasciarsi alle spalle il suo legame con l'industria, con un notevole sviluppo residenziale e commerciale al suo posto.

## Geografia fisica

### Territorio
Henderson si trova a 26 km a sud del centro di Las Vegas e occupa un'area di 279 chilometri quadrati.
La città si trova nel deserto del Mojave, circondata da catene montuose, che raggiungono un'altezza massima di 1.200 metri. Il paesaggio è dunque prettamente desertico, senza tracce di acqua.

### Clima
Henderson ha un clima caldo desertico, rientrando nel gruppo BWh secondo la classificazione di Köppen. Le estati sono molto calde e gli inverni miti, anche se a volte possono esserci delle precipitazioni nevose. La città è soggetta a monsoni, che possono portare con sé piogge torrenziali in estate, causando allagamenti, temporali e interruzioni di elettricità.

## Società

### Evoluzione demografica
Secondo i dati del censimento del 2010, la popolazione di Henderson ammontava a 257.729 abitanti. I bianchi ammontano al 76.9%, di cui il 14.9% ispanici, gli asiatici al 7.2%, gli afroamericani al 5.1%, i nativi americani allo 0.7%, e 0.6% di oceaniani.
Stando ai dati del censimento sopracitato, il numero di nuclei familiari ammonta a 66.331, di cui il 33% con figli.
Il 25% della popolazione aveva meno di 18 anni, il 7.9% dai 18 ai 24 anni, il 32.5% da 25 a 44, il 24.4% da 45 a 64 e infine il 10.1% della popolazione con più di 65 anni.
Il reddito medio familiare era di $55.949, mentre quello pro capite di $26.815. Il 5.6% della popolazione viveva sotto la soglia di povertà.

## Economia
Secondo il Comprehensive Annual Financial Report della città, nell'anno fiscale che termina il 30 giugno 2015 i principali datori di lavoro sono:
| #  | Datore di lavoro                                  | Numero di impiegati |
| -- | ------------------------------------------------- | ------------------- |
| 1  | Città di Henderson                                | 2.924               |
| 2  | St. Rose Dominican Hospital - Siena Campus        | 1.500-1.999         |
| 3  | Green Valley Ranch Station Casino                 | 1.500-1.999         |
| 4  | Sunset Station Hotel and Casino                   | 1.000-1.499         |
| 5  | M Resort                                          | 1.000-1.499         |
| 6  | St. Rose Dominican Hospital - Rose de Lima Campus | 700-799             |
| 7  | Fiesta Henderson Casino Hotel                     | 600-699             |
| 8  | Barclay's Services LLC                            | 600-699             |
| 9  | Titanium Metals Corp. of America                  | 500-599             |
| 10 | Walmart                                           | 400-499             |

## Governo e amministrazione
Henderson ha ricevuto il suo Statuto dal Parlamento statale del Nevada nel 1953, quando la città fu incorporata. La città è divisa in 4 distretti, e ognuno di essi è rappresentato da un consigliere. L'attuale sindaco della città è Debra Anne March (D), eletta il 4 aprile 2017 con il 55,04% dei voti.

## Educazione
Il sistema educativo elementare, medio inferiore e medio superiore è sotto la competenza della contea di Clark. Il principale college della città è il Nevada State College, fondato nel 2002.

## Sport
La città ha ospitato i Campionati del mondo Ironman del 2013.
Nella città ha sede il quartier generale dei Las Vegas Raiders, squadra di football americano della NFL.
Le Las Vegas Aces, squadra della Women's National Basketball Association, hanno la loro sede a Henderson.
Altre squadre di leghe minori sono Henderson Silver Knights, della AHL, che giocano presso la Lee's Family Forum (6.000 posti), sede condivisa coi NBA G League Ignite. Precedentemente l'area dell'arena era occupata dall'Henderson Pavillon, anfiteatro dove si svolgevano manifestazioni all'aperto.